# Beyla Corona
Beyla Corona is een corona op de planeet Venus. Beyla Corona werd in 1991 genoemd naar Beyla, een van Freyr's dienaren in de Noordse mythologie.
De corona heeft een diameter van 400 kilometer en bevindt zich in het quadrangle Bereghinya Planitia (V-8). Op de oostrand van de corona bevindt zich inslagkrater Kafutchi.